# Эйнджел, Джеймс Крофорд
Джеймс Кро́форд Э́йнджел (англ. James Crawford Angel; 1 августа 1899, Спрингфилд, Миссури — 8 декабря 1956, город Панама) — американский лётчик.
Известен благодаря тому, что его полёты 1933—1937 годов привлекли внимание к водопаду в труднодоступном районе Венесуэлы, оказавшемуся самым высоким водопадом в мире; этот водопад был назван Анхель (испанское произношение, исп. Angel «ангел») в честь лётчика. Эйнджел случайно обнаружил водопад во время полёта 16 ноября 1933 года (он занимался поиском видимых на горной поверхности рудных жил). Заинтересовавшись водопадом, Эйнджел разыскал свидетельства о нём, записанные венесуэльским путешественником и исследователем Феликсом Кардоной Пуигом, и в марте 1937 года вернулся в Венесуэлу, вновь пролетев над водопадом вместе с Кардоной. Наконец, 9 октября 1937 года Эйнджел предпринял попытку приземления на вершине водопада, в ходе которой его самолёт  Metal Aircraft Corporation Flamingo G-2-W увяз колёсами в грязи и получил повреждения (оставался на вершине вплоть до 1970 года, когда венесуэльские власти демонтировали его останки и вывезли на вертолётах в Каракас). Эйнджел, его жена и ещё двое их спутников в течение 11 дней выбирались в цивилизованные места. Это путешествие привлекло к себе широкое внимание средств массовой информации, и водопад получил имя лётчика.
Джеймс Крофорд Эйнджел умер в столице Панамы 8 декабря 1956 года. Согласно завещанию, его тело было кремировано, а прах развеян над водопадом его имени. Испанский писатель Альберто Васкес-Фигероа написал о нём роман «Икар» (Ícaro).

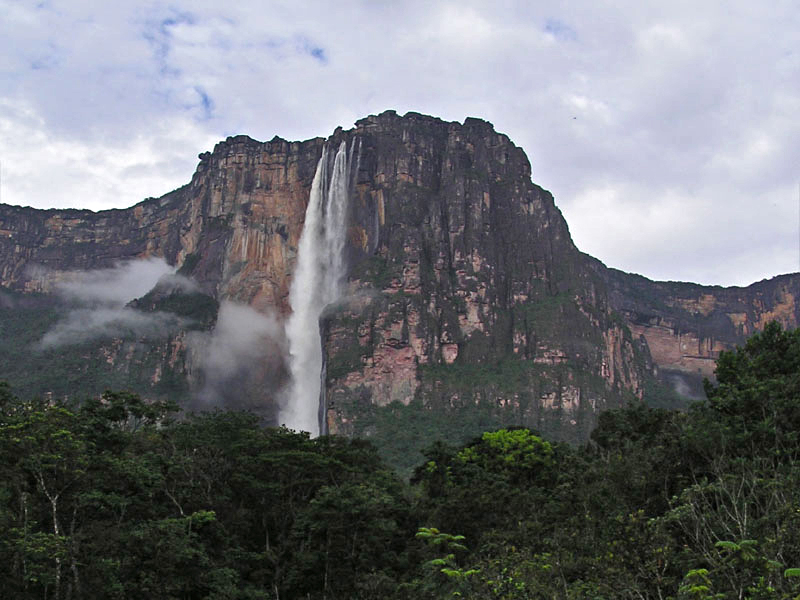
Водопад Анхель
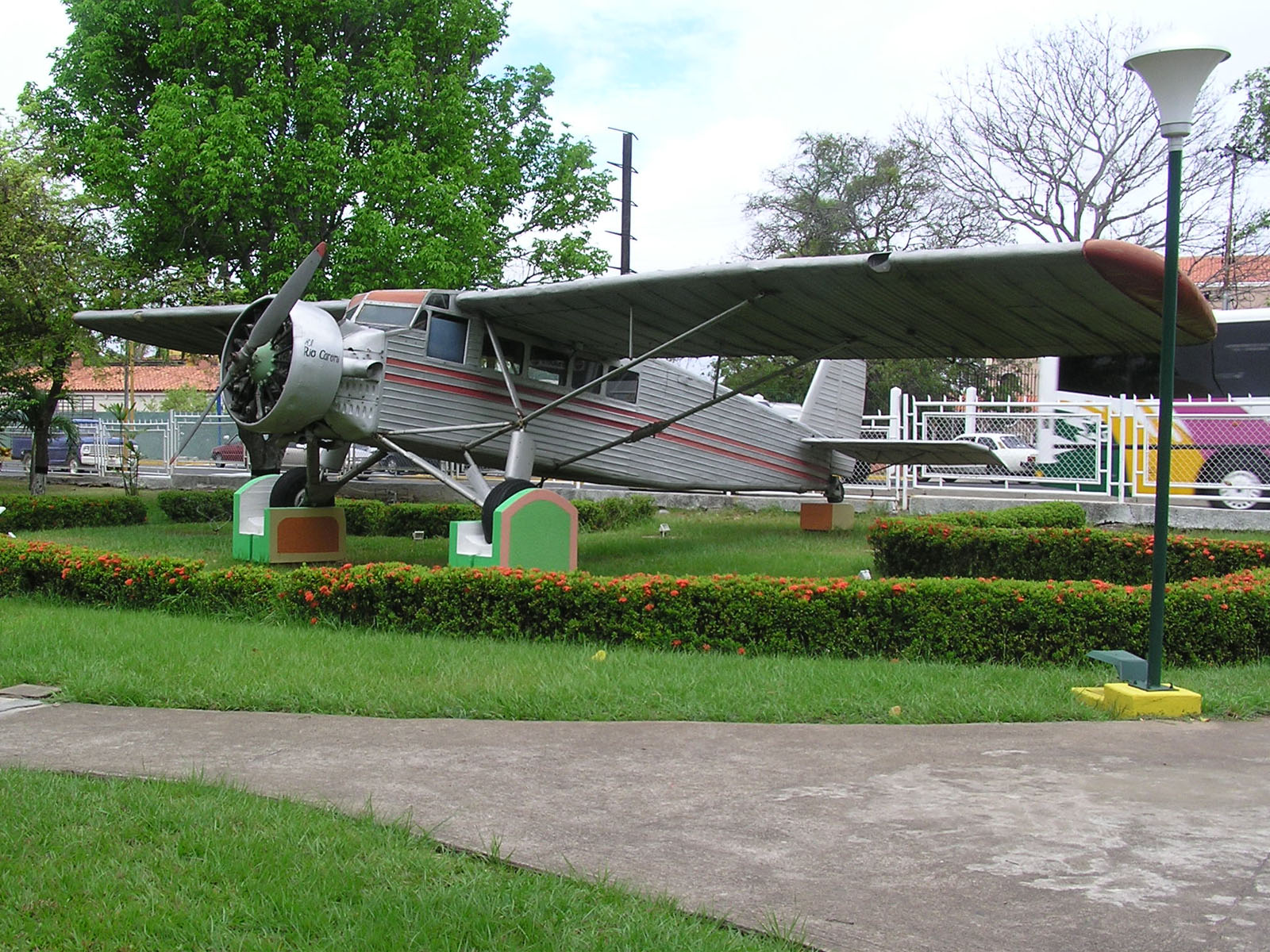
Реконструкция самолёта Джеймса Энджела, аэропорт «Сьюдад-Боливар — Томас де Херес».